# Dmitry Lentsevich
Dmitry Lentsevich est un footballeur biélorusse né le 20 juin 1983 à Minsk.
Il est sélectionné pour la première fois en équipe de Biélorussie en 2006.